# Mortara
Mortara – miejscowość i gmina we Włoszech, w regionie Lombardia, w prowincji Pawia.
Według danych na rok 2004 gminę zamieszkiwało 13 776 osób, 264,9 os./km².
Urodził tu się dyplomata papieski abp Sante Portalupi.